# Owcza Góra (Góry Bardzkie)

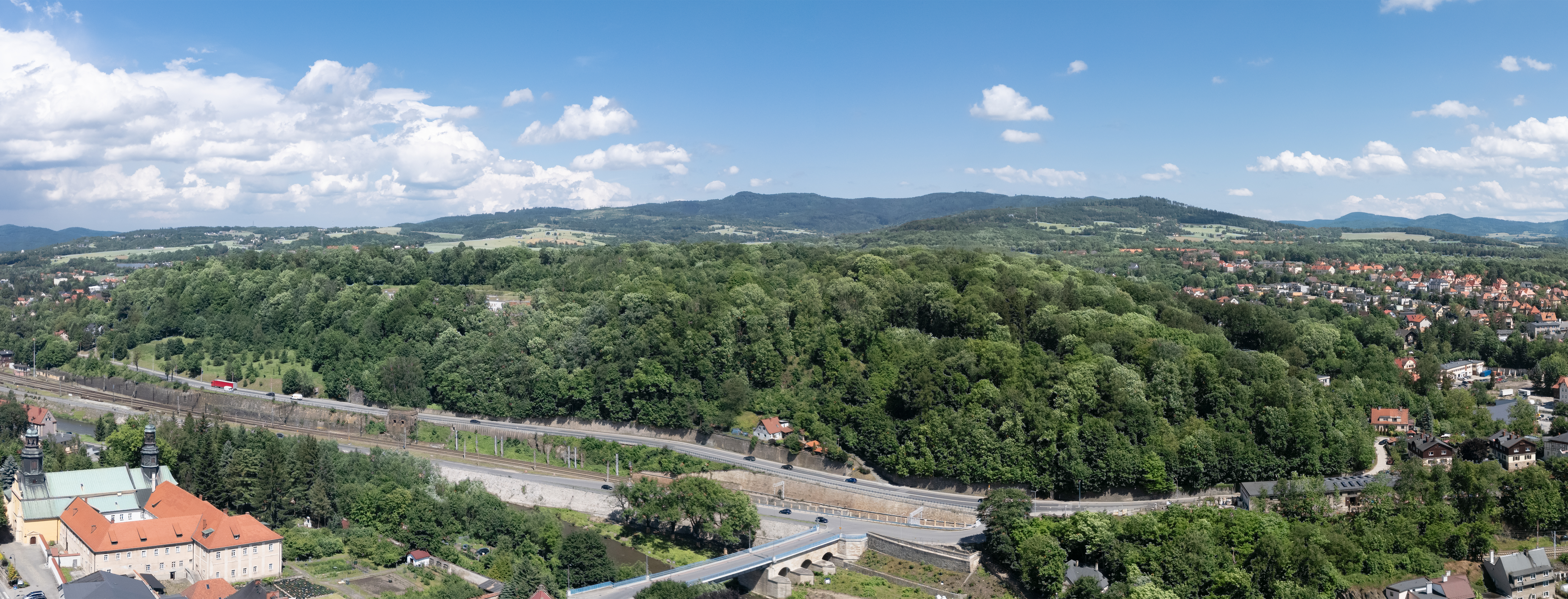
Panorama Owczej Góry od zachodu

Owcza Góra – wzniesienie o wysokości 361 m n.p.m. w Górach Bardzkich, w Sudetach Środkowych.

## Położenie i opis
Wzniesienie, położone w Sudetach Środkowych, w południowo-zachodniej części Grzbietu Wschodniego Gór Bardzkich, na końcu ramienia odchodzącego od Kłodzkiej Góry w kierunku zachodnim. Wznosi się około 2,0 km, na północny wschód od centrum Kłodzka.
Jest to kopulaste wzniesienie, o łagodnych opadających zboczach z niewyraźnie zaznaczonym płaskim wierzchołkiem. Wzniesienie jest ostańcem denudacyjnym, ma postać odosobnionej niewielkiej kulminacji w kształcie wydłużonego wału, wydzielonego od zachodniej strony Nysą Kłodzka, a od wschodu górską doliną potoku Jodłownik. Wznosi się na końcu grzbietu, który odchodzi łukiem na zachód, od Kłodzkiej Góry. Charakterystyczny kształt góry i położenie na południowo-zachodnim skraju Gór Bardzkich, których boczne ramię głęboko wcina się w Kotlinę Kłodzką, czyni górę rozpoznawalną w terenie.
Wzniesienie zbudowane jest z dolnokarbońskich mułowców i łupków ilastych, a w części szczytowej z łupków chlorytowych. Niższe partie zboczy pokrywają gliny zwałowe od południa i osady deluwialne od północy.
Szczyt i zbocza w całości niezalesione. Na południowo-zachodnim zboczu wzniesienia położone jest osiedle „Owcza Góra”, a powyżej osiedla nad wysokim brzegiem Nysy Kłodzkiej, na wysokości 346 m n.p.m. położony jest Fort Owcza Góra stanowiący fort posiłkowy Twierdzy Kłodzkiej. Na północno-wschodnim zboczu położona jest miejscowość Wojciechowice.
W 1890 r. na zboczu od strony stacji kolejowej Kłodzko Główne zbudowano drewnianą wieżę widokową, którą ufundowało Kłodzkie Towarzystwo Górskie. Wieża została zniszczona w 1909 r. Na jej miejscu w 1910 r. stanęła druga, również drewniana wieża widokowa. Obecnie nie istnieje.